# Grattachecca
La grattachecca è una bevanda rinfrescante a base di ghiaccio e aromi, tipica della città di Roma.

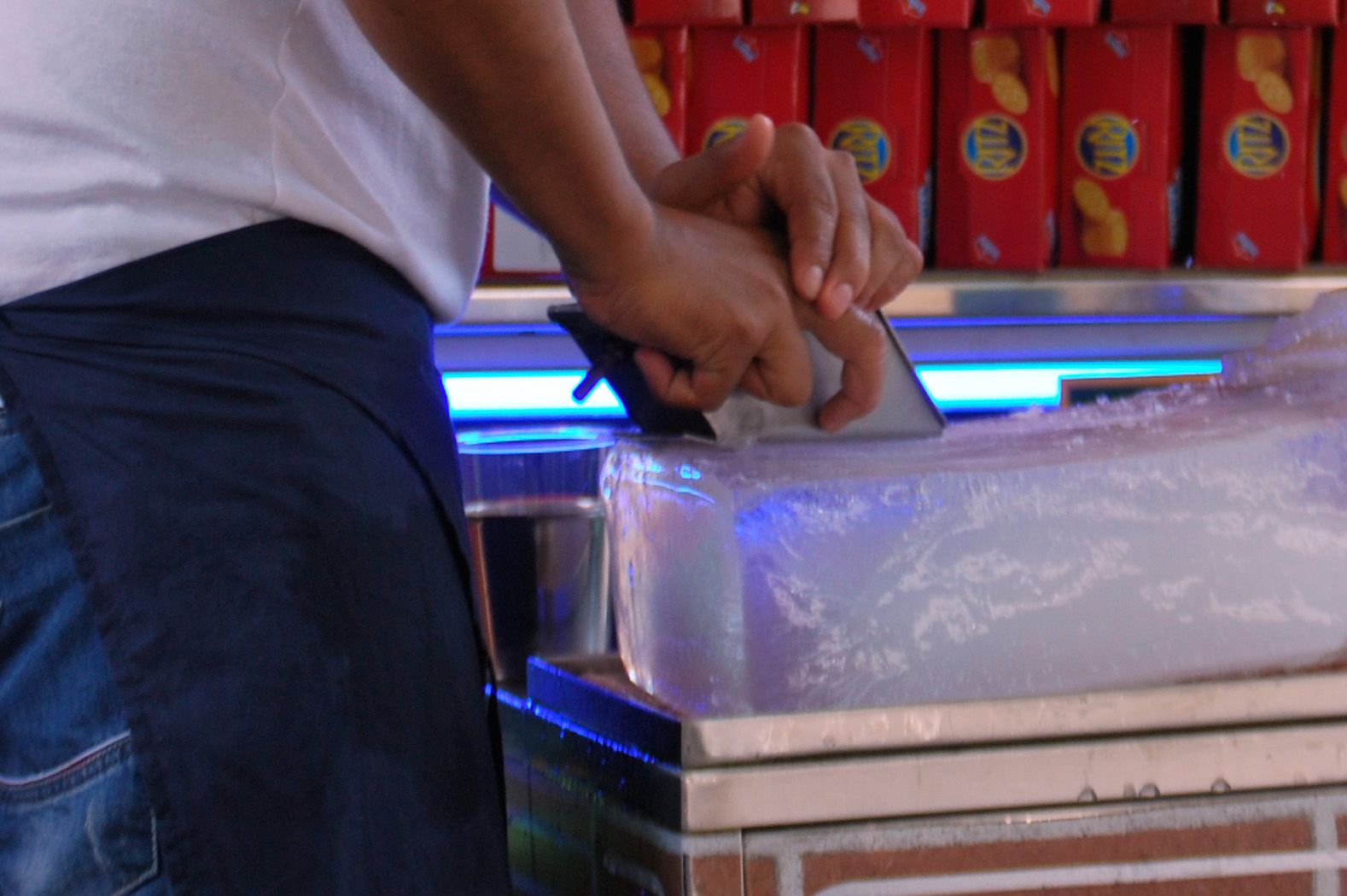
Ghiaccio grattato con un raschietto per ottenere la grattachecca

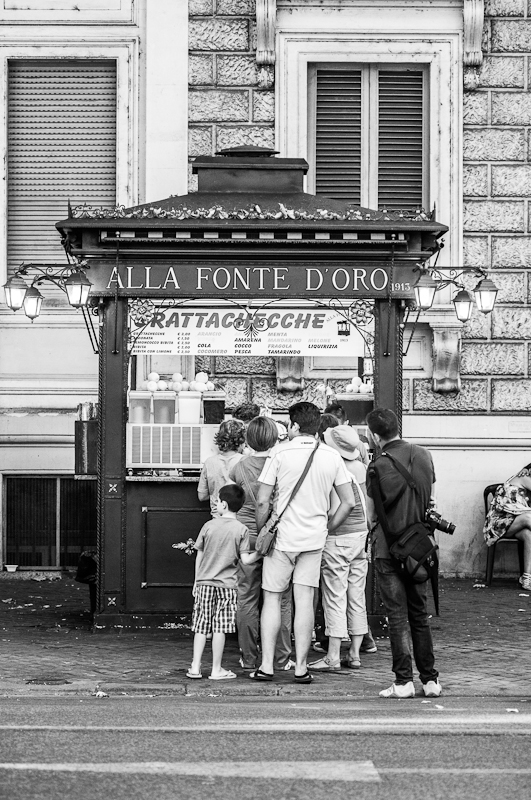
Il chiosco "alla Fonte d'oro" è il più antico della città, disseta romani e turisti dal 1913.

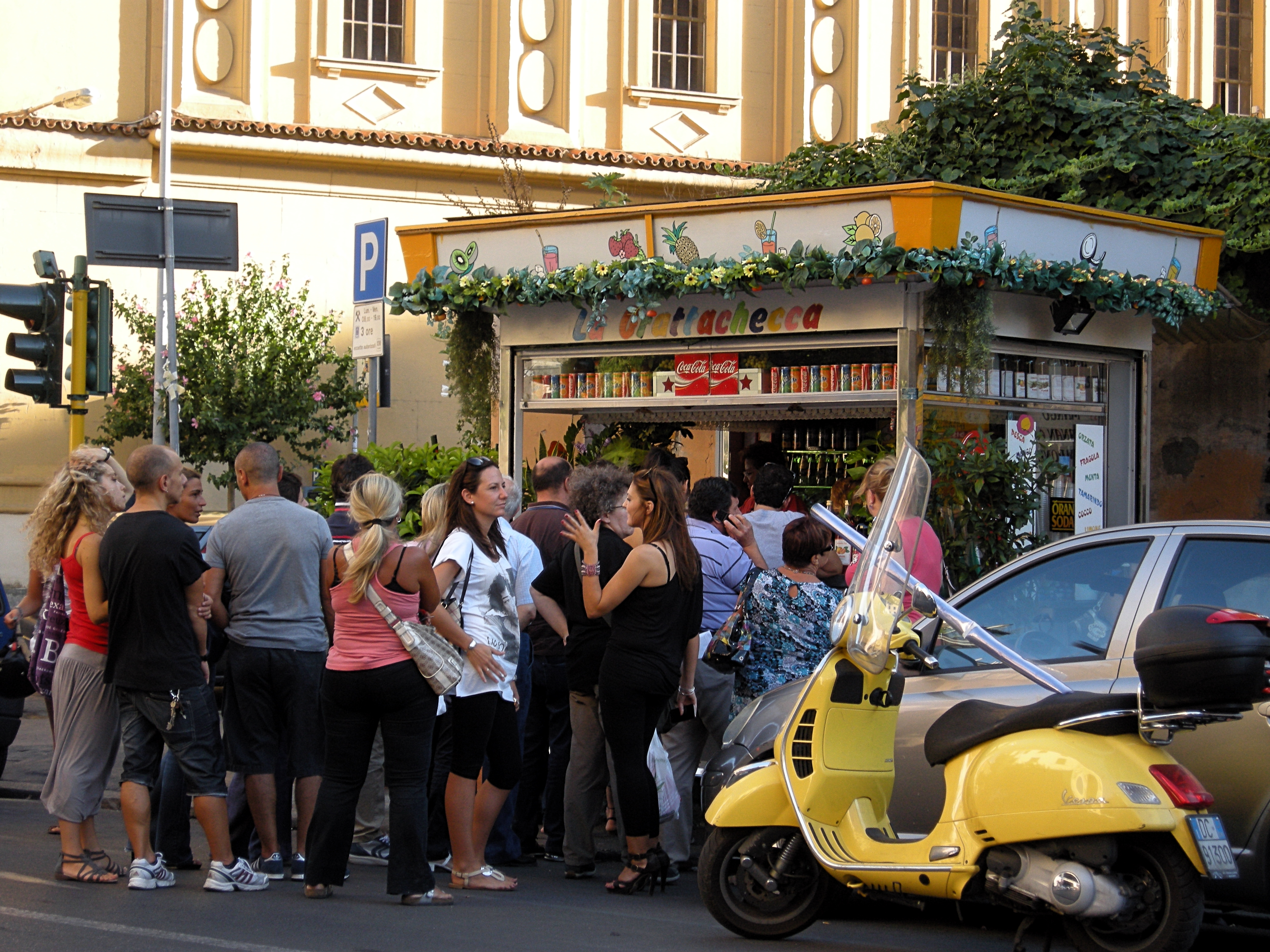
Uno dei chioschi (Sora Maria) più famosi della città

## Storia
Il suo nome deriva dal verbo grattare e da checca, termine con il quale un tempo si identificava il grosso blocco di ghiaccio utilizzato per refrigerare gli alimenti quando ancora non esistevano i frigoriferi.
Questa bevanda un tempo era molto diffusa in tutta la penisola, il nome corretto in italiano è "ghiacciata", a volte è chiamato impropriamente granatina, a Napoli è chiamato con il nome di "rattata", a Palermo come "grattatella" e a Bari come "grattamarianna", a Livorno viene chiamata "granita" mentre in Calabria è presente la "scirubetta", molto simile.

## Descrizione
È preparata con ghiaccio grattato al quale vengono aggiunti uno o più sciroppi (amarena, tamarindo, menta, orzata, cocco, limone...) o succhi di frutta. 
A differenza della granita che viene prodotta con acqua mescolata a sciroppi o succhi e messa a congelare, la grattachecca è composta da ghiaccio grattato da un singolo blocco di grandi dimensioni, anche fino a un metro di lunghezza, con un apposito raschietto provvisto di una camera vuota posteriore che consente di accumulare il ghiaccio grattato così ottenuto. Il contenuto della camera è generalmente sufficiente per riempire un bicchiere, a cui viene aggiunto poi il succo di frutta o lo sciroppo.
Un tempo molto comune nelle giornate estive in Roma, negli anni è stato sostituita da più semplici granite, realizzate con macchinari che prendono acqua mescolata a sciroppi e la congelano mescolando continuativamente e impedendo all'acqua di formare un blocco unico o da una versione moderna della grattachecca consistente in cubetti di ghiaccio tritati con un tritaghiaccio elettrico ai quali viene aggiunto poi succo di frutta o sciroppo. A Roma solo pochi chioschi oramai preparano la grattachecca con ghiaccio grattato da un singolo blocco e non con cubetti di ghiaccio tritati.